# Via di San Giovanni in Laterano
Via di San Giovanni in Laterano è una strada del centro storico di Roma, posta al confine tra i rioni Monti e Celio, che collega piazza del Colosseo con piazza di San Giovanni in Laterano. 

## Storia
La via costituiva l'ultimo tratto della via Papalis, ovvero il tragitto percorso dal corteo pontificio dalla basilica di San Giovanni in Laterano a San Pietro, in occasione dell'insediamento del nuovo pontefice e delle successive cerimonie.
Venne ampliata e selciata nel 1588, demolendo gran parte del Ludus Magnus, da papa Sisto V che volle aprire una grande arteria di collegamento tra il Colosseo ed il Laterano, modificando il più ripido e scomodo percorso originale della via Papalis, che entrava nella valle del Colosseo da via dei Santi Quattro, all'epoca ancora denominata Via Tuscolana. 
In seguito alle comodità apportatevi da Sisto V, sulla via si aprirono chiese e ville, ma restava tuttavia una strada quasi suburbana, prossima alle mura. L'edificazione visibile oggi è in gran parte di fine Ottocento, quando i piemontesi inventarono, delimitarono ed edificarono il Rione Celio per farne un quartiere popolare con qualche villino attorno alla sede del nuovo polo ospedaliero militare.
Detta popolarmente, ancora oggi, "lo stradone di san Giovanni", la via segna il confine tra il Rione Monti e, appunto, il Rione Celio.
Dal 2007 è ufficialmente riconosciuta come "gay Street" di Roma, sull'esempio di altre strade e quartieri nelle capitali europee.
Nel 2004 dalle pagine di la Repubblica Fabrizio Marrazzo, all'epoca presidente di Arcigay Roma lancia l'idea della Gay Street di Roma in via di San Giovanni in Laterano, come luogo aperto alla città ed espressione della cultura LGBT.
La gay street venne ufficialmente inaugurata, alla presenza di rappresentanti della comunità LGBT, il 2 marzo 2007..

## Monumenti e luoghi d'interesse
- Colosseo
- Ludus Magnus
- Casino Fini
- Chiesa di Santa Maria delle Lauretane
- Basilica di San Clemente al Laterano
- Basilica dei Santi Quattro Coronati
- Portico dell'ospedale di San Michele
- Ospedale delle Donne